# Jalajala
Jalajala (o anche Jala-jala) è una municipalità di quinta classe delle Filippine, situata nella Provincia di Rizal, nella regione di Calabarzon.
Jalajala è formata da 11 baranggay:
- Bagumbong
- Bayugo
- Lubo
- Paalaman
- Pagkalinawan
- Palaypalay
- Punta
- Second District (Pob.)
- Sipsipin
- Special District (Pob.)
- Third District (Pob.)